# Re:LIFE〜リライフ〜
『Re:LIFE〜リライフ〜』（原題: The Rewrite）は、2014年にアメリカ合衆国で製作されたロマンティック・コメディ・ドラマ映画。マーク・ローレンスが監督・脚本を務めた。出演はヒュー・グラント、マリサ・トメイ。
2014年6月15日の上海国際映画祭でプレミア上映された後、イギリスでは2014年10月8日に、アメリカ合衆国では2015年2月13日に劇場公開された
。

## キャスト
※括弧内は日本語吹替
- キース・マイケルズ - ヒュー・グラント（森田順平）

脚本家。かつては人気があったが現在は落ち目。
- ホリー・カーペンター - マリサ・トメイ（渡辺美佐）

元ダンサー。2人の娘を持つシングルマザー。
- カレン・ギャブニー - ベラ・ヒースコート（田中杏沙）

生徒。人を丸め込むのが上手い。
- ハロルド・ラーナー - J・K・シモンズ（立川三貴）

学科長。元海兵隊。
- ジム・ハーパー - クリス・エリオット（多田野曜平）

教授。キースの隣人であり同僚。
- メアリー・ウェルドン教授 - アリソン・ジャネイ（伊沢磨紀）

教授。比較文学を教えている。
- サラ - アニー・Q

生徒。
- ローザ - アヤ・ナオミ・キング（英語版）

生徒。
- アンドレア - エミリー・モーデン

生徒。
- クレム - スティーヴン・カプラン

生徒。
- マヤ - ダマリス・ルイス（英語版）

生徒。
- フロー - マギー・ゲハ

生徒。
- ジェシカ - ニコール・パトリック

生徒。
- レイチェル - ローレン・マックリン

生徒。
- ビリー - アンドリュー・キーナン＝ボルジャー（英語版）

生徒。

## ストーリー
若くしてアカデミー脚本賞を受賞した脚本家のキースは、その後15年間全くヒット作に恵まれず、いつしかハリウッドにも見捨てられてしまっていた。そんな彼に唯一残された道は田舎（ニューヨーク州ビンガムトン）のビンガムトン大学で脚本家志望の学生たちの講師になるというものだった。仕方なくこの仕事を引き受けたキースだったが、就任早々女子学生と交際するなど、好き勝手な振る舞いばかりで全くやる気を見せようとはしなかった。しかし、同僚や学生たちと触れ合ううちに、自身の人生を書き直そう（Rewrite）と思うようになる。